# (500522) 2012 TZ306
(500522) 2012 TZ306 es un asteroide perteneciente al cinturón de asteroides, descubierto el 9 de octubre de 2007 por el equipo del Catalina Sky Survey desde el Catalina Sky Survey, Arizona, Estados Unidos.

## Designación y nombre
Designado provisionalmente como 2012 TZ306.

## Características orbitales
2012 TZ306 está situado a una distancia media del Sol de 2,918 ua, pudiendo alejarse hasta 3,378 ua y acercarse hasta 2,458 ua. Su excentricidad es 0,157 y la inclinación orbital 16,98 grados. Emplea 1821,17 días en completar una órbita alrededor del Sol.

## Características físicas
La magnitud absoluta de 2012 TZ306 es 16,2. 